# Haru Kuroki
Haru Kuroki (Osaka, 14 de março de 1990) é uma atriz japonesa. Ela ganhou reconhecimento internacional ao vencer o Urso de Prata no Festival de Cinema de Berlim em 2014, por sua atuação no filme A Pequena Casa de Yôji Yamada.